# Плата за транспортне навантаження

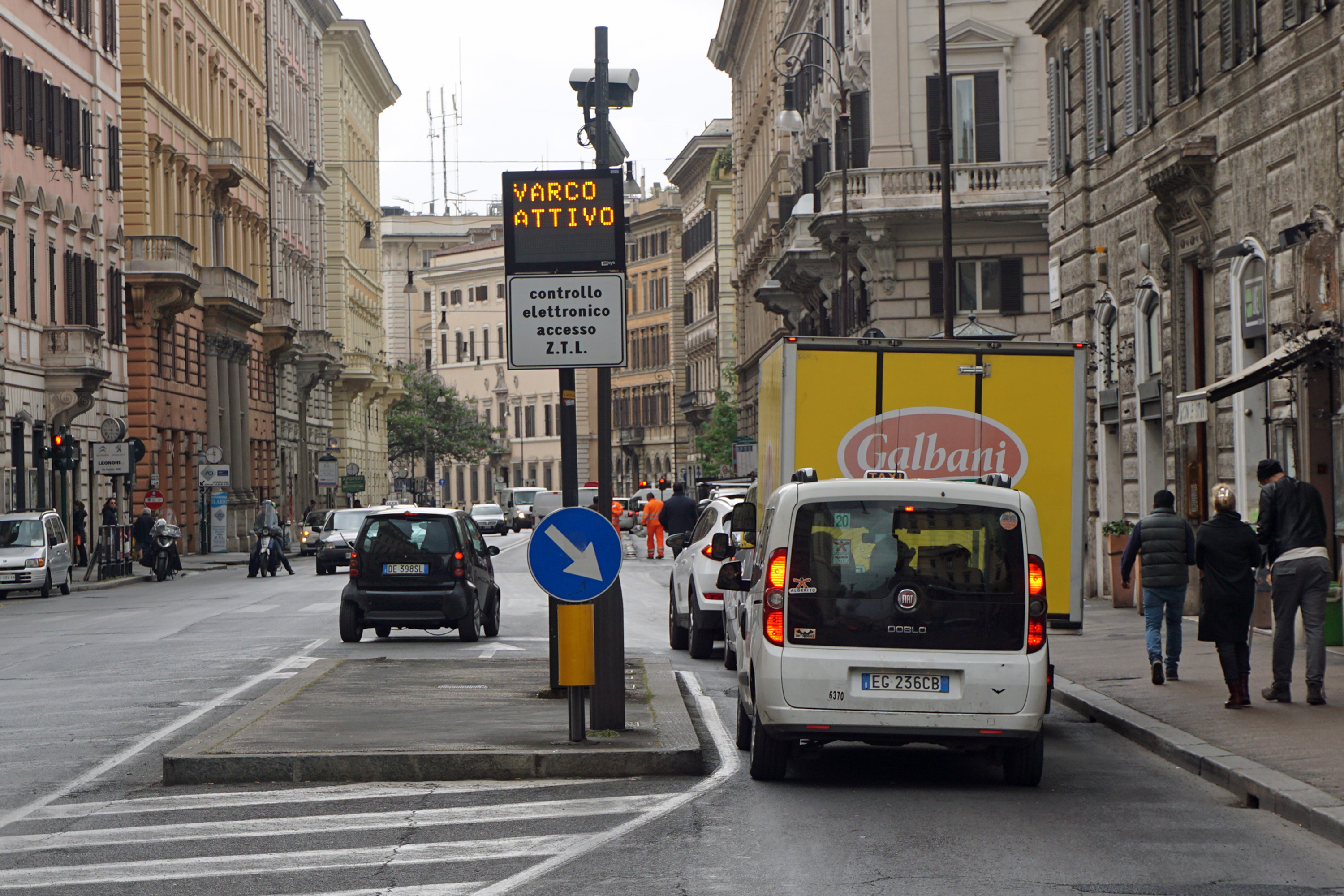
Зона обмеження руху (ZTL) в Римі, контрольний пункт з автоматичною фіксацією на в'їзді

Плата за транспортне навантаження (англ. Congestion pricing) або плата за затори — це система стягнення додаткової плати за користування суспільними благами, які потерпають від навантаження через надмірний попит. Наприклад, вищі пікові тарифи на користування автобусами, залізницею, метрополітеном, телефоном, а також дорожні збори для зменшення заторів. Авіакомпанії та судноплавні компанії можуть стягувати вищі збори за місця в аеропортах і на каналах у завантажені періоди часу. Прихильники такої цінової стратегії стверджують, що вона регулює попит, дозволяючи управляти заторами без збільшення пропозиції (більшої кількості смуг).
Згідно з економічною теорією, що лежить в основі плати за затори, метою такої політики є використання цінового механізму для покриття соціальної вартості діяльності, коли користувачі в іншому випадку не платять за негативні зовнішні ефекти, які вони створюють (наприклад, водіння в перевантаженій зоні під час пікового попиту). Встановлюючи ціну на надмірно спожитий продукт, плата за затори заохочує перерозподіл попиту в просторі або в часі, що призводить до більш ефективних результатів.
Сінгапур був першою країною, яка запровадила плату за затори на вулично-дорожній мережі в 1975 році, а в 1998 році вдосконалила її. З того часу її запровадили в таких містах, як Лондон, Стокгольм, Мілан та Гетеборг. Її також пропонують запровадити в Нью-Йорку та Сан-Франциско. Більша обізнаність про шкоду забруднення та викидів парникових газів у контексті зміни клімату останнім часом викликала більший інтерес до плати за затори.
Впровадження плати за затори зменшило затори в містах, знизило рівень забруднення, зменшило кількість хворих на астму та підвищило вартість житла, але водночас викликало критику та невдоволення громадськості. Критики стверджують, що плата за затори не є справедливою, покладає економічний тягар на громаду, негативно впливає на роздрібну торгівлю та загальну економічну активність.
Серед економістів існує консенсус щодо того, що встановлення плати за проїзд переповненими транспортними коридорами та подальше використання отриманих коштів для зниження інших податків покращує добробут пересічного мешканця. Економісти розходяться в думках щодо того, як встановлювати плату за проїзд, як покривати загальні витрати, що робити з будь-якими надлишковими доходами, чи потрібно компенсувати «втрату» раніше безплатних доріг, і якщо так, то яким чином, а також чи варто приватизувати автомагістралі. Існує чотири основні типи систем організації плати за затори:
- межа навколо центру міста, коли плата стягується за її перетин;
- плата за затори на території, коли плата стягується за перебування в межах конкретної території;
- платна кільцева дорога навколо центру міста;
- плата за проїзд через окремий об'єкт чи транспортний коридор підвищеного попиту (наприклад, міст).

## Дороги
Практичне застосування плати за затори на дорогах зустрічається майже винятково в містах, оскільки затори на дорогах є поширеним явищем у центрах міст та поблизу них. Плата за затори може бути фіксованою (однаковою в будь-який час доби і дні тижня), змінною (встановлюється заздалегідь, щоб бути вищою в час, коли зазвичай спостерігається високий рівень завантаженості доріг) або динамічною (змінюється залежно від фактичних умов).

## Дослідження

### Вимірювання впливу
У вулично-дорожній мережі затори можна вважати суб'єктивним показником часу затримки руху або часу, втраченого через ці затримки. Затримки можуть бути спричинені певною комбінацією щільності руху, пропускної спроможності вулиці або дороги, а також затримкою інших учасників дорожнього руху та специфікою організації дорожнього руху, зокрема наявністю світлофорних об'єктів, конфігурації перехресть та проведенням вуличних робіт. Це явище можна виміряти як додатковий час у дорозі, необхідний для проїзду перевантаженим маршрутом, порівняно з тим самим маршрутом без таких перешкод. Однак, таке технічне визначення заторів як вимірювання затримки може плутатися і використовуватися в суспільній свідомості як взаємозамінне з щільністю транспортного руху.
Щоб виміряти реальний вплив будь-якої схеми організації дорожнього руху, зазвичай необхідно встановити базовий рівень, або сценарій «жодних змін», який оцінює вплив на мережу без будь-яких змін, крім звичайних тенденцій та очікуваних локальних явищ. Зокрема, цього не було зроблено для лондонської Схеми плати за затори, що призвело до тверджень, що неможливо визначити ступінь фактичного впливу схеми ОДР. Незалежно від її впливу, в ретроспективному аналізі Transport for London (TfL) підрахували, що вже відбулося б значне скорочення руху внаслідок політики паркування та збільшення заторів через управління дорожнім рухом та інші заходи, які призвели до зменшення пропускної спроможності вулично-дорожньої мережі. У 2006 році, останньому році перед розширенням зони, TfL відзначив, що транспортні потоки були нижчими, ніж будь-коли за останні роки, а швидкість руху в мережі також була нижчою.
У 2013 році, через десять років після запровадження, TfL повідомили, що система плати за затори призвела до скорочення обсягів руху на 10 % порівняно з базовими умовами, а загальний пробіг транспортних засобів у Лондоні скоротився на 11 % у період між 2000 і 2012 роками. Незважаючи на ці досягнення, швидкість руху також поступово знижувалася протягом останнього десятиліття, особливо в центральній частині Лондона. TfL пояснює, що історичне зниження швидкості руху, швидше за все, пов'язане із заходами, які зменшили ефективну пропускну здатність дорожньої мережі з метою покращення міського середовища, підвищення безпеки дорожнього руху та надання пріоритету громадському транспорту, пішохідному та велосипедному руху, а також зі збільшенням обсягів дорожніх робіт комунальними службами та загальною забудовою з 2006 року. TfL робить висновок, що хоча рівень заторів у центральній частині Лондона близький до рівня перед запровадженням плати за затори, ефективність плати за затори у зменшенні інтенсивності руху означає, що умови були б гіршими без введення плати за затори.

### Громадська дискусія
Досвід кількох міст, де впровадили плату за затори, показує, що ключовим чинником є соціальна та політична прийнятність. Незадоволення громадськості платою за затори або неприйняття пропозицій щодо її запровадження пов'язане переважно з питаннями нерівності, додатковим економічним навантаженням на населення, впливом на роздрібну торгівлю та економічну активність загалом, а також з побоюваннями, що доходи від плати за затори стануть ще одним постійним податком.
Плата за затори залишається дуже суперечливою серед громадськості як до, так і після її впровадження. Частково це питання було вирішено шляхом проведення референдумів, як, наприклад, після семимісячного пробного періоду в Стокгольмі; однак це породжує дискусії щодо того, де має проходити межа референдуму, оскільки часто люди, які живуть на периферії міста, змушені платити «податок», тоді як зовнішні пільги надаються тим, хто живе в центрі. У Стокгольмі більшість на референдумі була в центрі міста (де підраховувалися голоси), але не за його межами.
Деякі занепокоєння також висловлювалися щодо впливу плати за затори на економічну діяльність та землекористування, оскільки вигоди зазвичай оцінюються лише з точки зору міського транспортного сполучення. Однак, схеми плати за затори використовуються з головною метою покращення якості міського середовища та збереження історичної спадщини в центрах міст.
Вплив плати за затори на бізнес є суперечливим; за деякими даними, магазини та підприємства зазнали значного впливу вартості плати як у вигляді втрачених продажів, так і у вигляді збільшення витрат на доправлення в Лондоні, тоді як інші свідчать про те, що бізнес підтримував плату через шість місяців після її запровадження. Звіти показують, що ділова активність у зоні дії збору була вищою як з точки зору продуктивності, так і з точки зору прибутковості, і що збір мав «загалом нейтральний вплив» на економіку Лондона в цілому, тоді як інші стверджують про середнє падіння прибутків бізнесу на 25 % після продовження дії збору у 2007 році.
Критики також висловлювалися щодо впливу на довкілля районів, що межують із зоною плати за затори, стверджуючи, що плата за проїзд створить «парковки», збільшить кількість транспорту і забруднення в цих районах, а також запровадить регресивний податок для деяких пасажирів, які приїжджають на роботу. Стокгольмський експеримент із запровадженням плати за затори, однак, показав зменшення інтенсивності руху в районах за межами зони заторів. Інші опоненти стверджують, що плата за затори може перетворитися на податок для мешканців середнього та нижчого класів, оскільки саме ці громадяни постраждають найбільше у фінансовому плані. Встановлення камер з метою відстеження також може викликати занепокоєння щодо дотримання громадянських свобод.

## Результати
Дослідження 2019 року, присвячене платі за затори в Стокгольмі в період з 2006 по 2010 рік, показало, що за відсутності плати за затори повітря в Стокгольмі було б на 5-15 % більш забрудненим, і що діти страждали б від значно більшої кількості нападів астми. Дослідження 2020 року, в якому аналізувалися обмеження руху автотранспорту в Пекіні, показало, що впровадження плати за затори зменшить загальний транспортний потік, підвищить швидкість руху, зменшить забруднення, скоротить викиди парникових газів, зменшить кількість дорожньо-транспортних пригод і збільшить податкові надходження. Дослідження, проведене в Лондоні у 2020 році, показало, що плата за затори (запроваджена у 2003 році) призвела до зменшення забруднення та зменшення кількості автомобілів, але збільшила забруднення від дизельних транспортних засобів (які були звільнені від плати за затори). Дослідження, проведене у 2021 році, показало, що плата за затори зменшила викиди CO2 завдяки скороченню відстаней на роботу та розмірів житла.
Дослідження 2013 року показало, що після того, як у Сіетлі запровадили плату за затори, водії повідомили про більшу задоволеність маршрутами, на які поширюється плата за затори, і про менший рівень стресу.
Дослідження 2016 року показало, що більше людей користуються громадським транспортом через підвищення вартості плати за затори в Сінгапурі. Дослідження 2016 року показало, що ціни на нерухомість впали на 19 % в межах стягнення плати за затори в Сінгапурі, порівняно з районами за межами цієї зони.